# Пшевуз (гміна)
Гміна Пшевуз (пол. Gmina Przewóz) — сільська гміна у північно-західній Польщі. Належить до Жарського повіту Любуського воєводства.
Станом на 31 грудня 2011 у гміні проживало 3252 особи.

## Площа
Згідно з даними за 2007 рік площа гміни становила 178.32 км², у тому числі:
- орні землі: 25.00%
- ліси: 66.00%

Таким чином, площа гміни становить 12.80% площі повіту.

## Населення
Станом на 31 грудня 2011:
| Опис     | Загалом | Загалом | Чоловіки | Чоловіки | Жінки | Жінки |
| -------- | ------- | ------- | -------- | -------- | ----- | ----- |
| одиниця  | осіб    | %       | осіб     | %        | осіб  | %     |
| все      | 3252    | 100     | 1612     | 49.57    | 1640  | 50.43 |
| міське   | 0       | 100     | 0        |          | 0     |       |
| сільське | 3252    | 100     | 1612     | 49.57    | 1640  | 50.43 |

## Сусідні гміни
Гміна Пшевуз межує з такими гмінами: Венґлінець, Вимяркі, Ґоздниця, Жари, Ленкниця, Ліпінкі-Лужицьке, Пенськ, Тшебель.